# Villares de la Reina
Villares de la Reina é um município da Espanha na província de Salamanca, comunidade autónoma de Castela e Leão, de área 21,82 km² com população de 3784 habitantes (2004) e densidade populacional de 173,42 hab/km².

## Demografia
| Variação demográfica do município entre 1991 e 2004 | Variação demográfica do município entre 1991 e 2004 | Variação demográfica do município entre 1991 e 2004 | Variação demográfica do município entre 1991 e 2004 |
| --------------------------------------------------- | --------------------------------------------------- | --------------------------------------------------- | --------------------------------------------------- |
| 1991                                                | 1996                                                | 2001                                                | 2004                                                |
| 1200                                                | 1920                                                | 3081                                                | 3784                                                |